# 发艳主教座堂
发艳玫瑰圣母主教座堂（越南语：／）位于越南宁平省金山縣，是天主教发艳教区的主教座堂，建筑具越南寺庙的风格。它用石头和木材建造，建於西元1875-1899年，历时24年。 負責興建的是神父陳六，他是越南人，因此非常熟悉越南文化，另一方面也因信仰關係，深受西方文化影響。

## 圖集

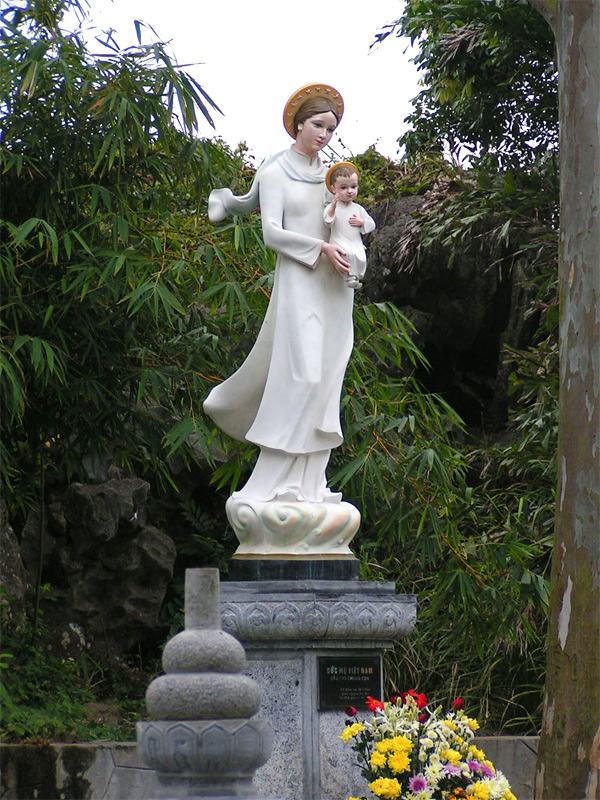
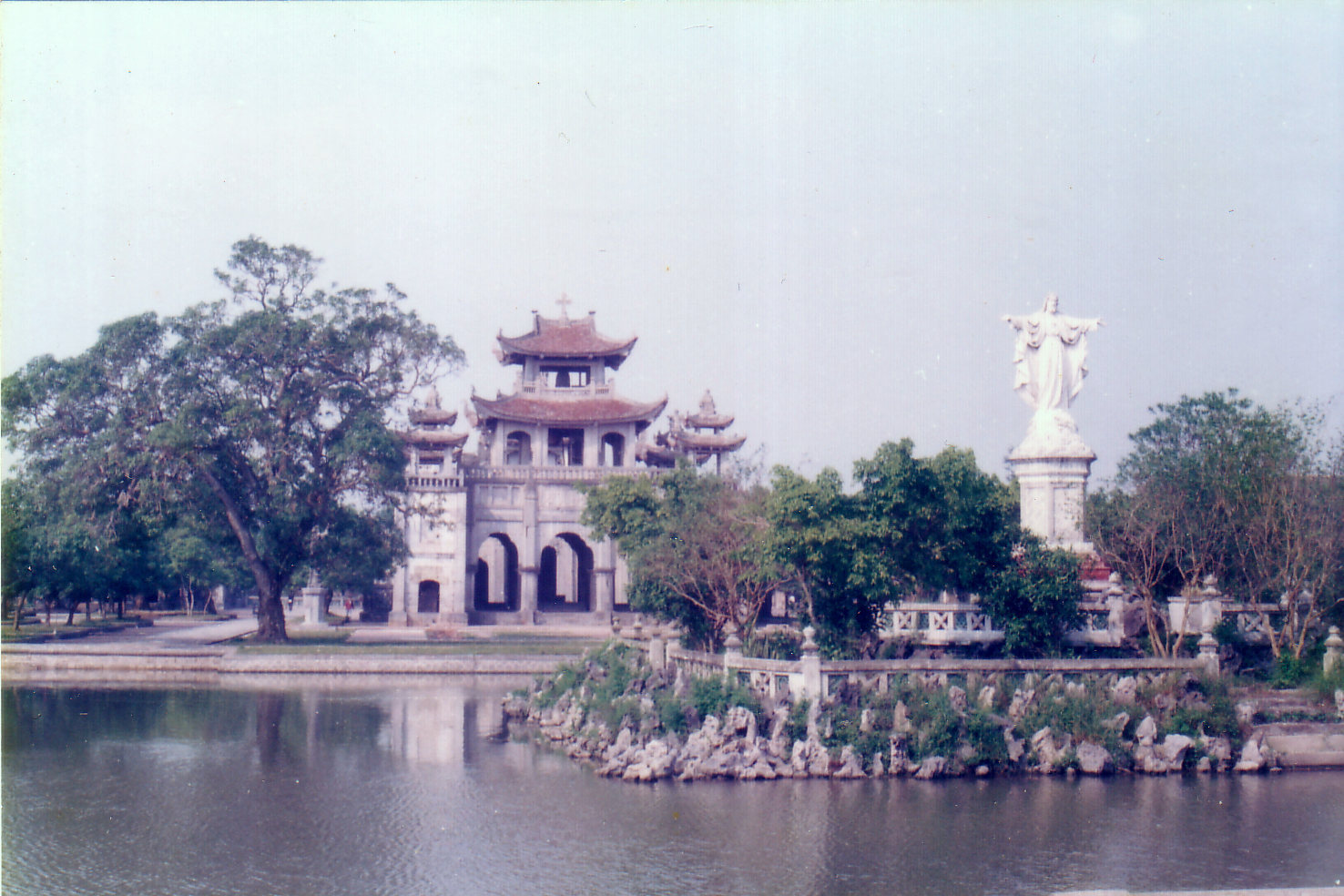
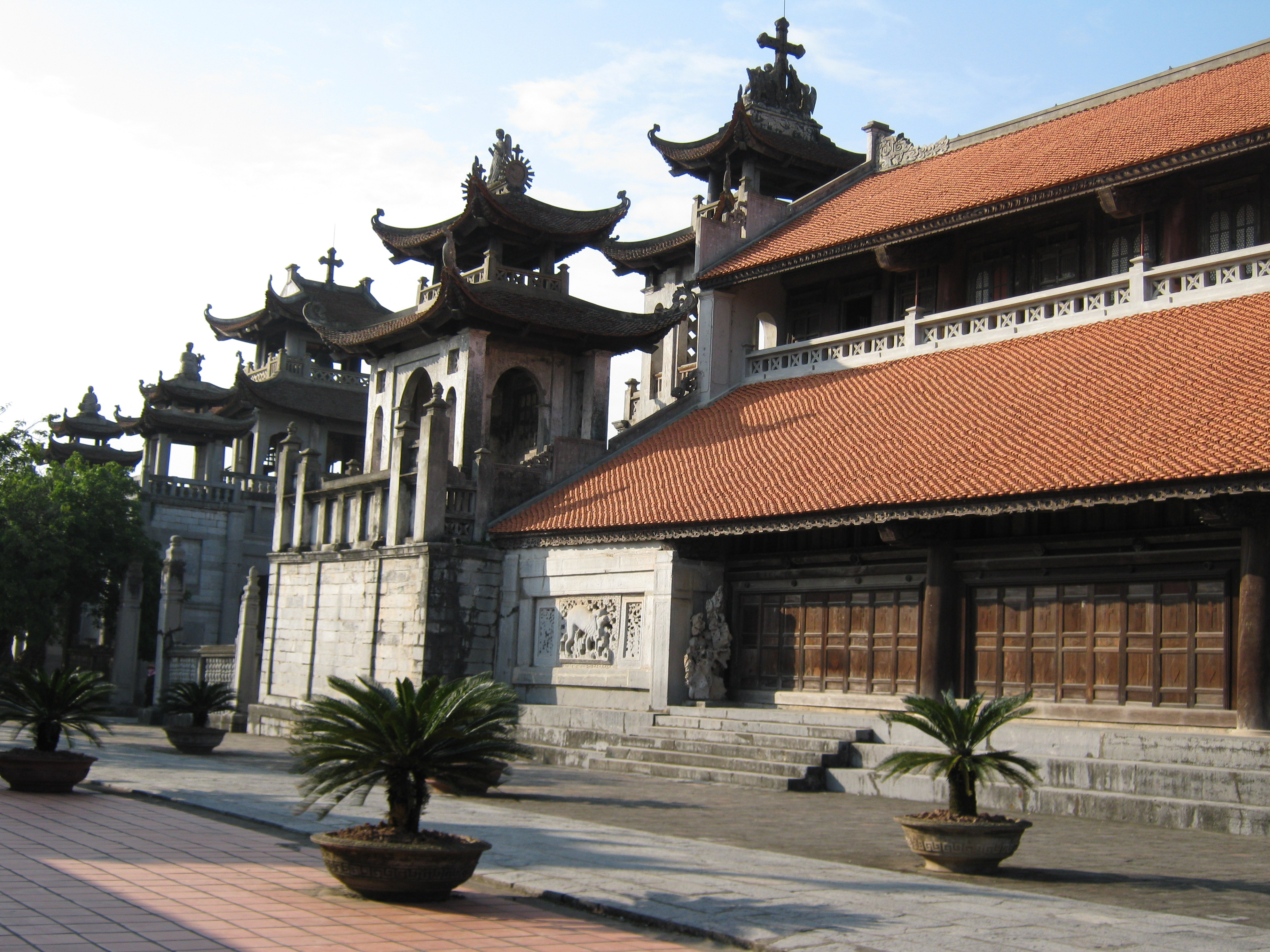
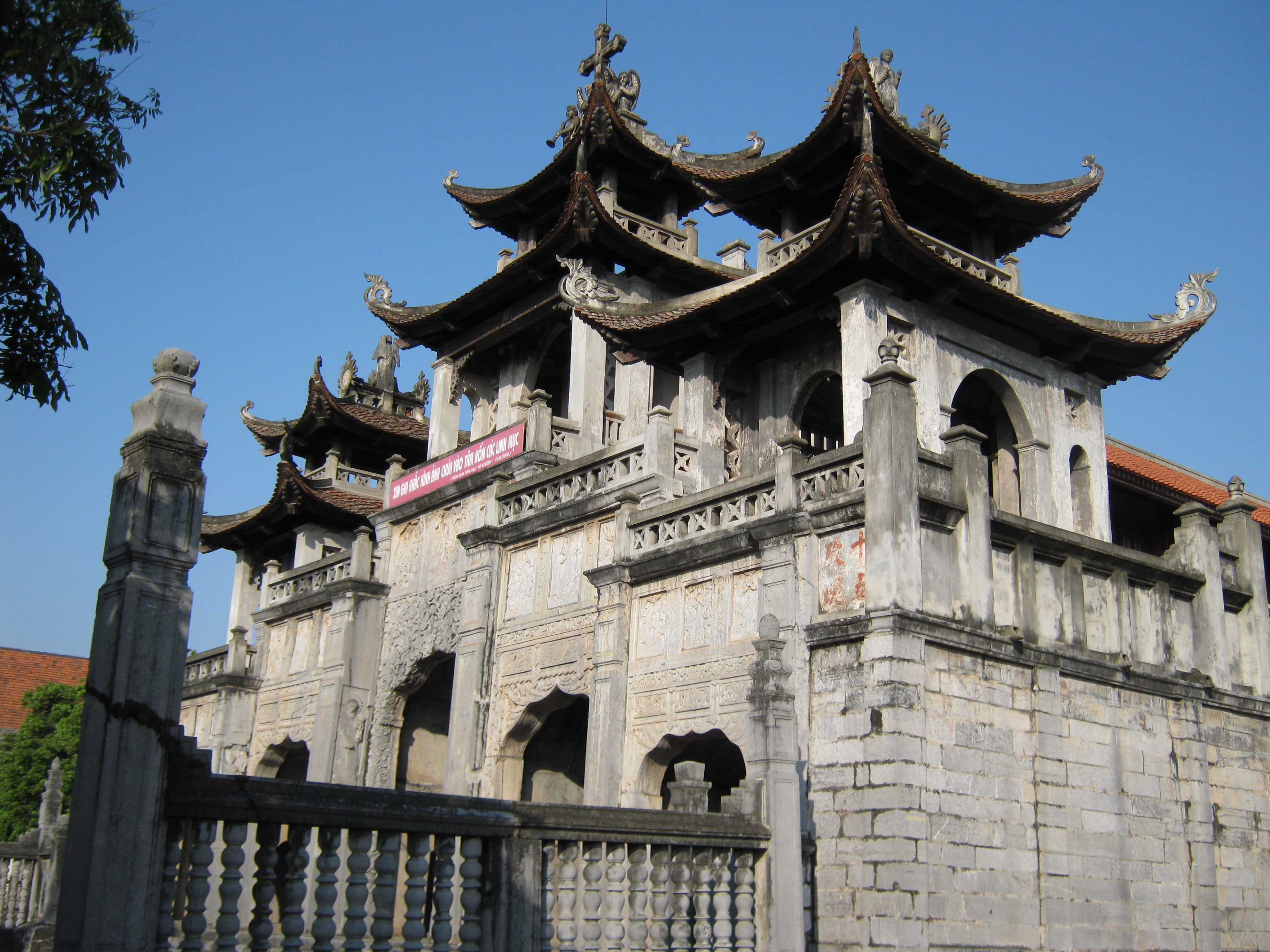
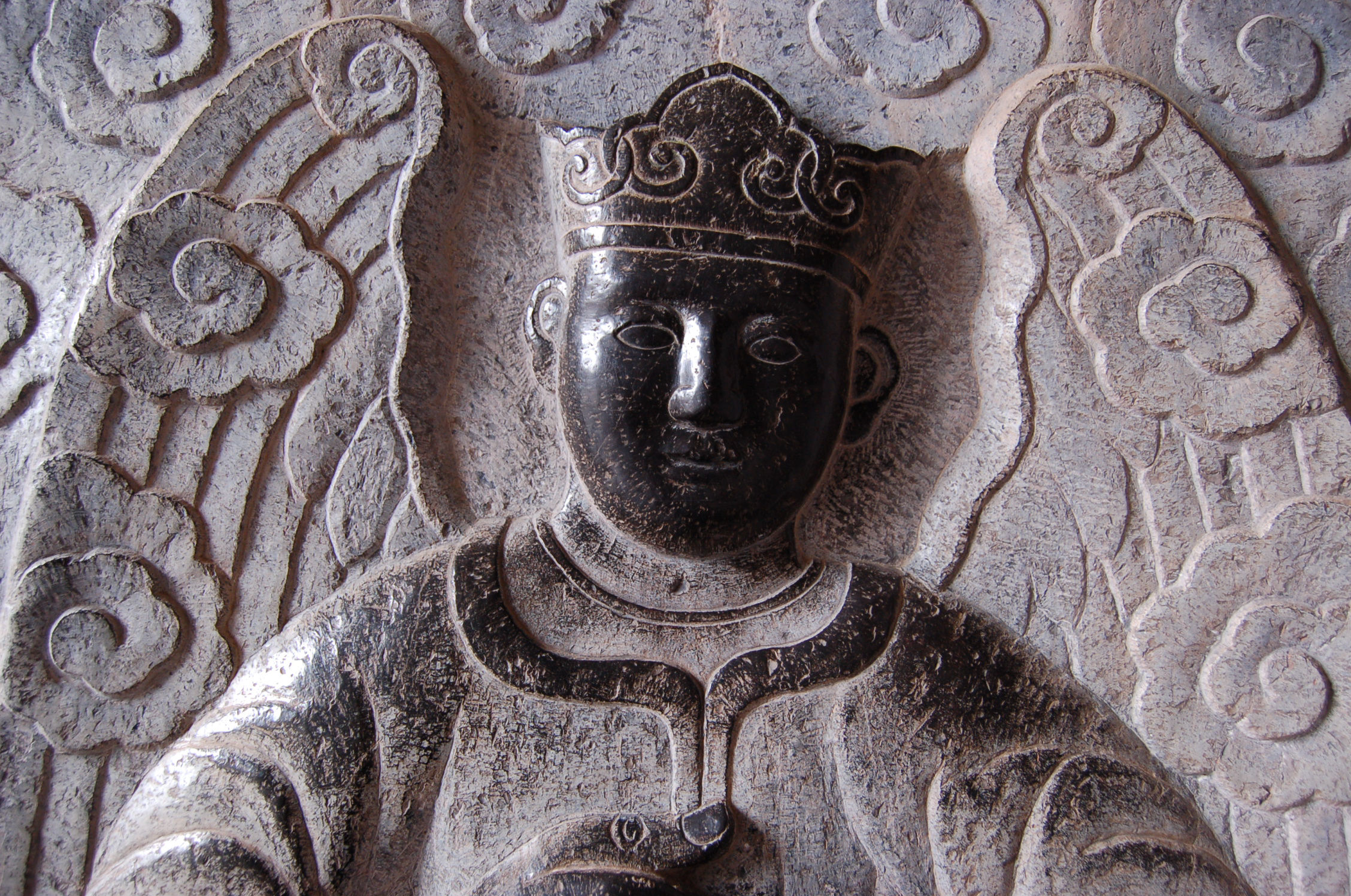